# Matthias Gastel

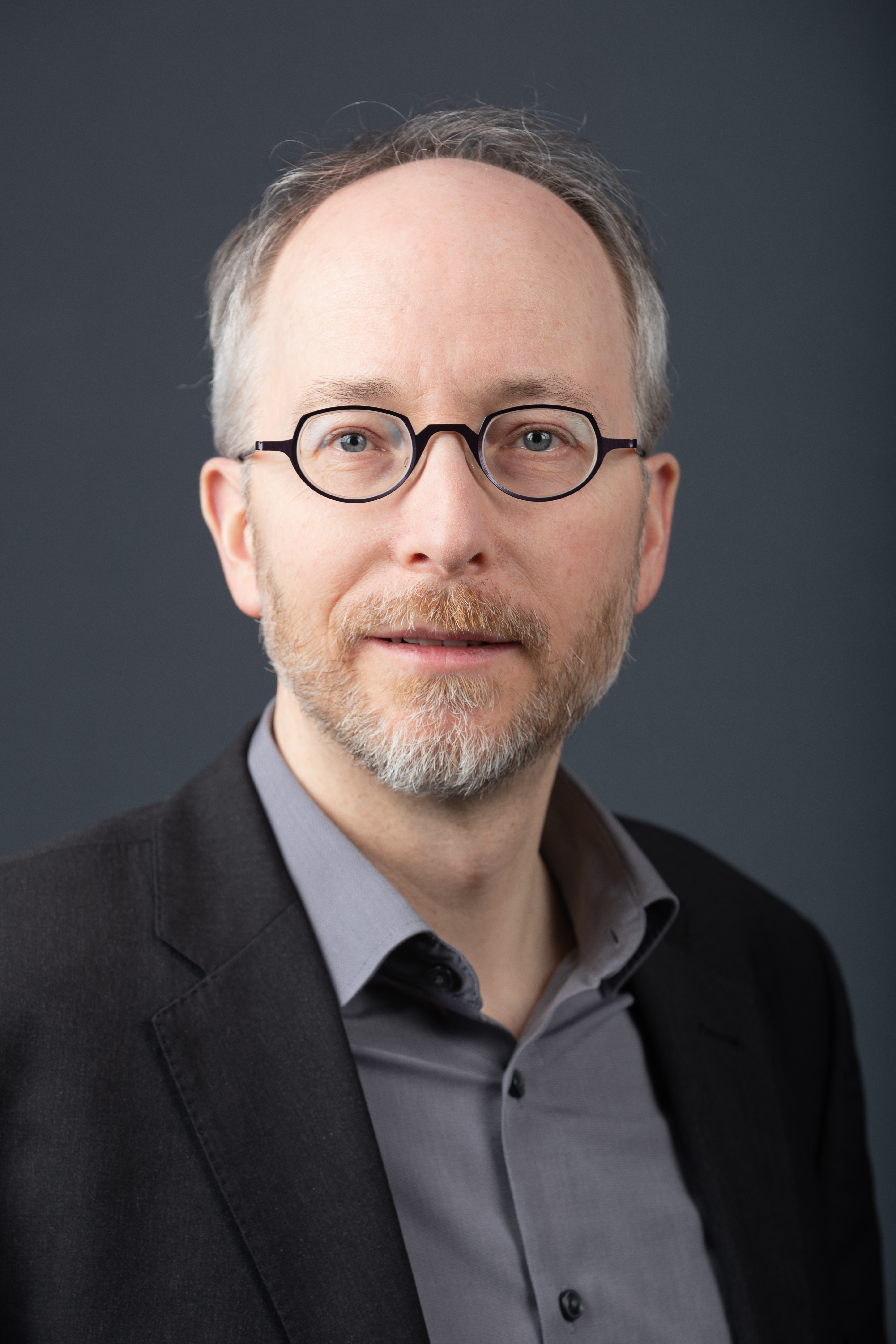
Matthias Gastel (2020)

Matthias Michael Gastel (* 26. Dezember 1970 in Stuttgart) ist ein deutscher Politiker (Bündnis 90/Die Grünen) und Unternehmer. Seit 2013 ist er Mitglied des Deutschen Bundestages.

## Biographie
Gastel absolvierte zunächst eine kaufmännische Ausbildung und leistete seinen Zivildienst in einer Jugendhilfeeinrichtung mit Sonderschule ab. Er absolvierte eine einjährige Berufsausbildung in der Altenpflege. Schließlich studierte er Sozialpädagogik in Reutlingen und später berufsbegleitend Betriebswirtschaftslehre in Form eines Fernstudiums. Zehn Jahre arbeitete er in der stationären Jugendhilfe (Heimerziehung), bis er sich 2006 zunächst als Personaldienstleister selbständig machte. Nachdem sein Betrieb von einem anderen Unternehmen fortgeführt wurde, machte er sich im Bereich der Wirtschaftsmediation erneut selbständig. Außerdem arbeitet er als Praxislehrer in der Ausbildung von Erziehern.

## Politischer Werdegang
1989 trat Matthias Gastel der Partei „Die Grünen“ (heute Bündnis 90/Die Grünen) bei. Von 1994 bis 2014 gehörte er für sie dem Gemeinderat von Filderstadt an; bis 2014 fungierte er dort als Fraktionsvorsitzender. Von 1999 bis 2014 war er außerdem Mitglied des Kreistags in Esslingen. Bei der Landtagswahl in Baden-Württemberg 2011 kandidierte er als Zweitkandidat des dabei zum Ministerpräsidenten gewählten Winfried Kretschmann.
Bei der Bundestagswahl 2013 kandidierte er im Wahlkreis Nürtingen und zog über die Landesliste in den Deutschen Bundestag ein, ebenso bei den Bundestagswahlen 2017, 2021 und 2025.
Matthias Gastel ist Mitglied im Ausschuss für Verkehr und digitale Infrastruktur (seit 2021 Ausschuss für Verkehr) und dort bahnpolitischer Sprecher seiner Fraktion. Ab 2017 war er stellvertretendes Mitglied im Ausschuss für Tourismus, seit 2021 ist er dort ordentliches Mitglied. Außerdem ist er seit 2021 stellvertretendes Mitglied im Ausschuss für Ernährung und Landwirtschaft (seit 2025 Ausschuss für Landwirtschaft, Ernährung und Heimat). In der 18. Wahlperiode (2013–2017) war Gastel stellvertretendes Mitglied im Ausschuss für Arbeit und Soziales.
Matthias Gastel setzt sich für die Umsetzung des Deutschlandtakts ein.
Am 10. Mai 2022 wurde bekannt gegeben, dass er für seine Fraktion Mitglied im Aufsichtsrat der DB Netz AG wird.

## Politische Positionen

### Stuttgart 21
Im Rahmen der Proteste gegen das Projekt Stuttgart 21 gründete er das Bündnis „Ja zum Ausstieg aus Stuttgart 21“ in Filderstadt mit und gilt als einer der prominentesten Kritiker, insbesondere der Reduzierung von 16 Gleisen des Kopfbahnhofs auf acht Gleise im neuen Tiefbahnhof. Gastel spricht sich entgegen der Bahn für einen längeren Erhalt der innerstädtischen Steigungsstrecke der Gäubahn aus, bis deren durchgängiger Anschluss an den Flughafenbahnhof sichergestellt sei.
Neben dem Ausbau der Gäubahn tritt er auch für den Ringschluss der S-Bahn zwischen Böblingen und Kirchheim ein.

### Elektromobilität
Auf dem Bundesparteitag der Grünen 2017 geriet Gastel mit Winfried Kretschmann in Streit über das Ziel, ab dem Jahr 2030 nur noch emissionsfreie Autos zuzulassen. Ein Video des Streitgesprächs wurde im Internet verbreitet.